# لنگ گروو (آیووا)
لنگ گروو (به انگلیسی: Long Grove) شهری در ایالت آیووا کشور ایالات متحده آمریکا است که جمعیت آن در سرشماری سال ۲۰۱۰ میلادی، ۸۰۸ نفر بوده‌است.